# Broelmuseum

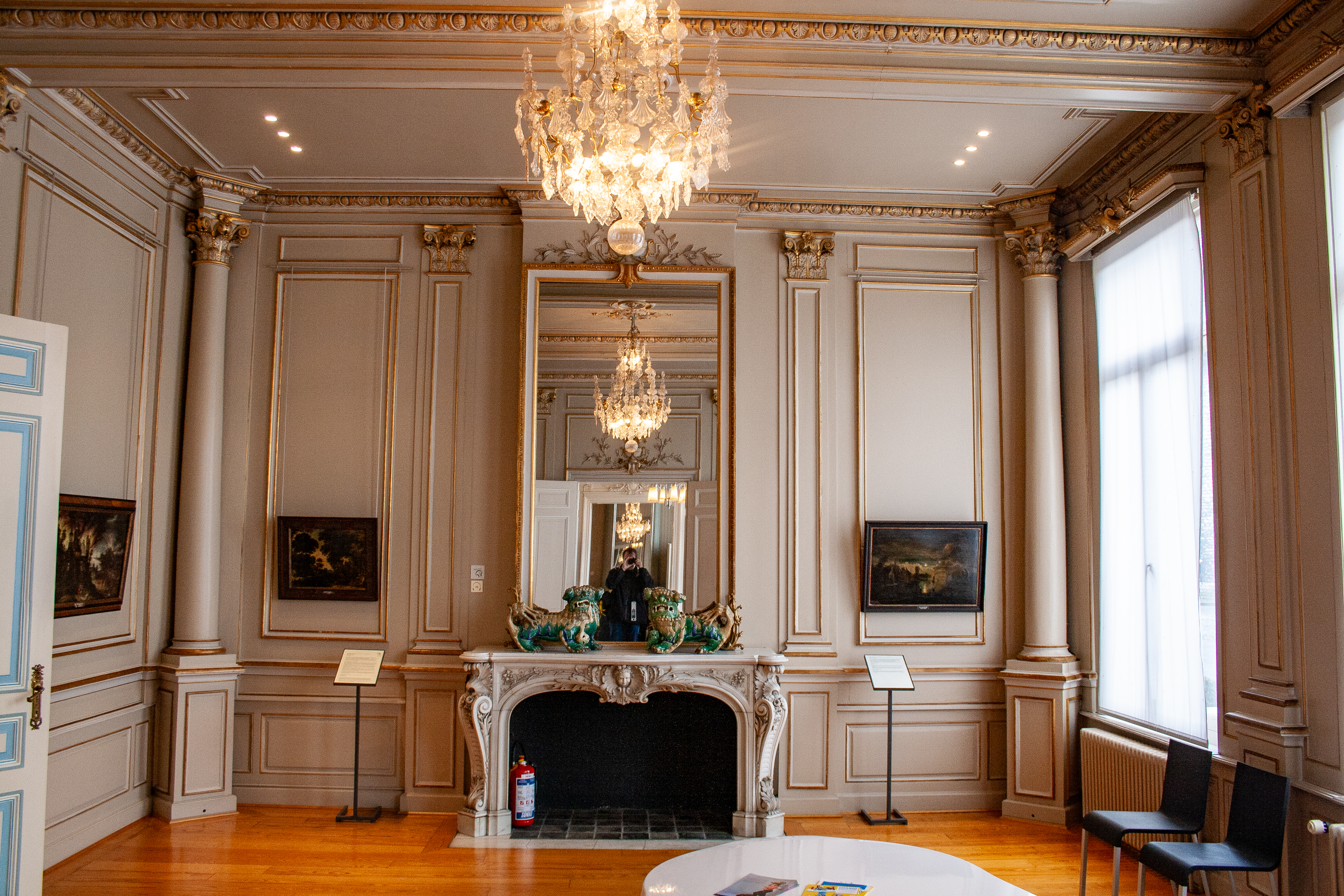
Broelmuseum interior

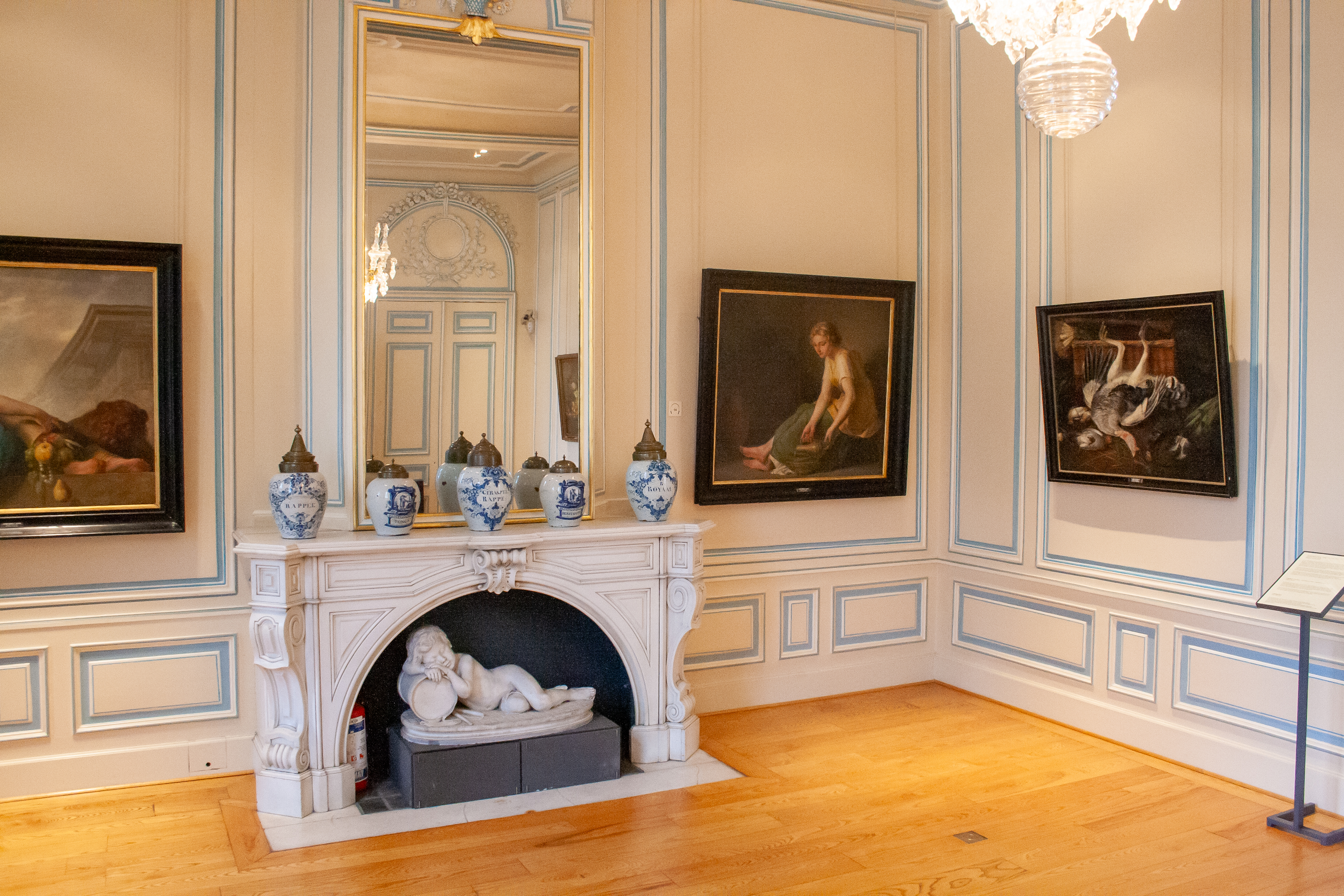
Broelmuseum interior

Het Broelmuseum was het stedelijk museum voor Schone Kunsten in de Belgische stad Kortrijk. Het ontstond door het samenbrengen van het Museum voor Schone Kunsten en het Museum voor Oudheidkunde en Sierkunst. Het Broelmuseum was gelegen aan de Broelkaai, vlak bij de historische Broeltorens, waaraan het zijn naam ontleende. Eind 2014 sloot het museum zijn deuren. Het gebouw krijgt een herbestemming als platform voor beeldende kunsten, onder de naam 'Broelkaai 6'. De heropening volgde in april 2018, na de verlaging van de Leieboorden.

## Geschiedenis
Het Museum voor Schone Kunsten Kortrijk was voorheen in de Grote Lakenhallen (op het huidige Schouwburgplein) gehuisvest, terwijl het Museum voor Oudheidkunde en Sierkunst zich in een van de twee Broeltorens bevond. Toen de Grote Lakenhallen na het bombardement in 1944 niet herbouwd werden, besloot men de beide musea samen te brengen in één groot museum. Dit museumgebouw dateert reeds uit de 18e eeuw.
In 1995 werden alle tentoonstellingszalen gerestaureerd in hun oorspronkelijke glorievolle staat. Drie jaar later, in 1998, werd er een nieuwe vleugel aangebouwd voor zowel oude als moderne beeldende kunsten.
In de museumtuin bevond zich de Orangerie met een originele interieurinrichting van de Kortrijkse Kunstwerkstede De Coene.

## Collectie
De collectie is eigendom van de Stedelijke Musea van Kortrijk en wordt integraal bewaard in depot. Sommige stukken zijn gebruikt in Kortrijk 1302 (Groeningeabdij).
De permanente opstelling was opgebouwd rond het werk van kunstenaars die in Kortrijk gewoond en/of gewerkt hebben. De collectie bestaat uit werken van enkele belangrijke kunstschilders van de late middeleeuwen tot heden waaronder Evariste Carpentier, Louis Robbe, Louis-Pierre Verwee, Jozef De Coene, Bernaert de Rijckere en Jan Baptiste de Jonghe. Twee zalen waren volledig gewijd aan het werk van schilder Roelant Savery. Daarnaast herbergde het Broelmuseum een internationale keramiekverzameling.

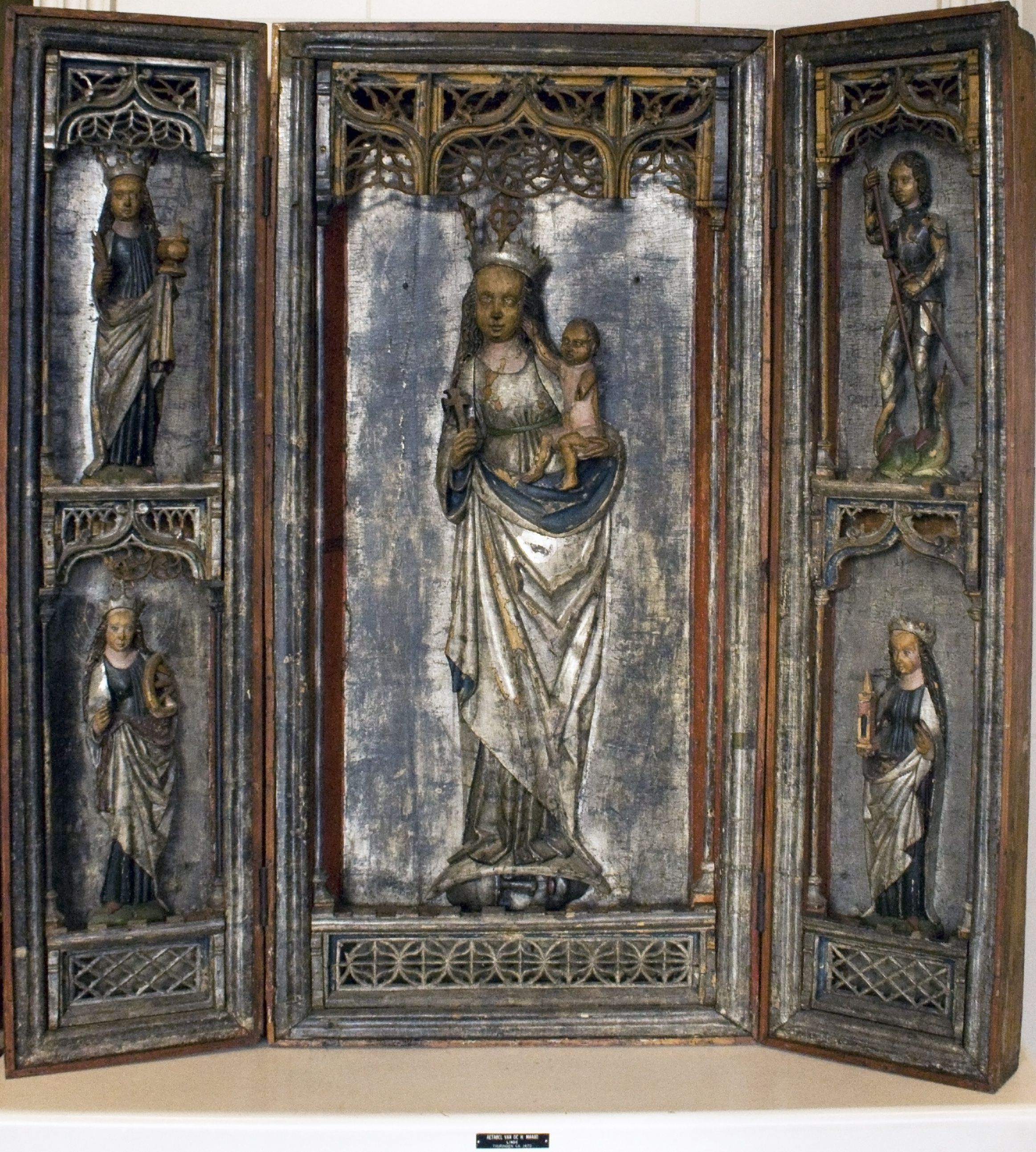
Triptiek van Maria met Elisabeth van Hongarije (1470)
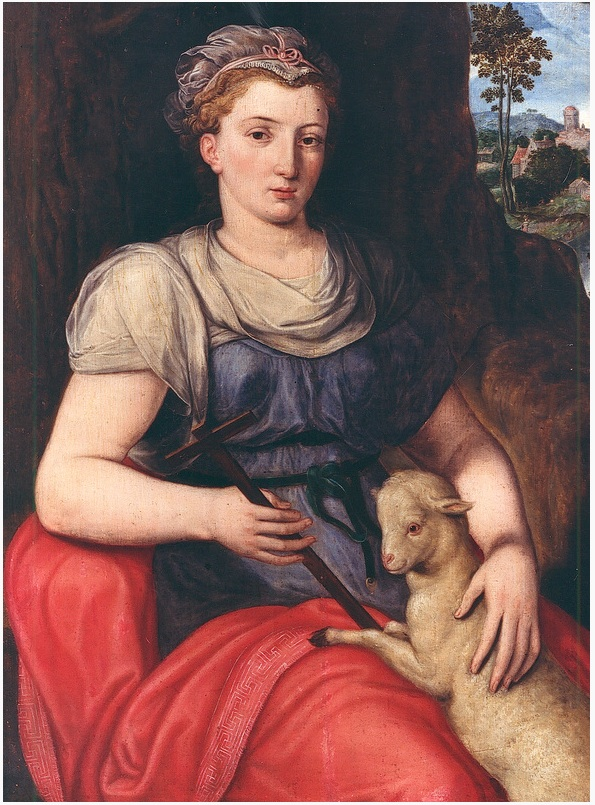
Sint-Agnes (Bernaert de Rijckere)
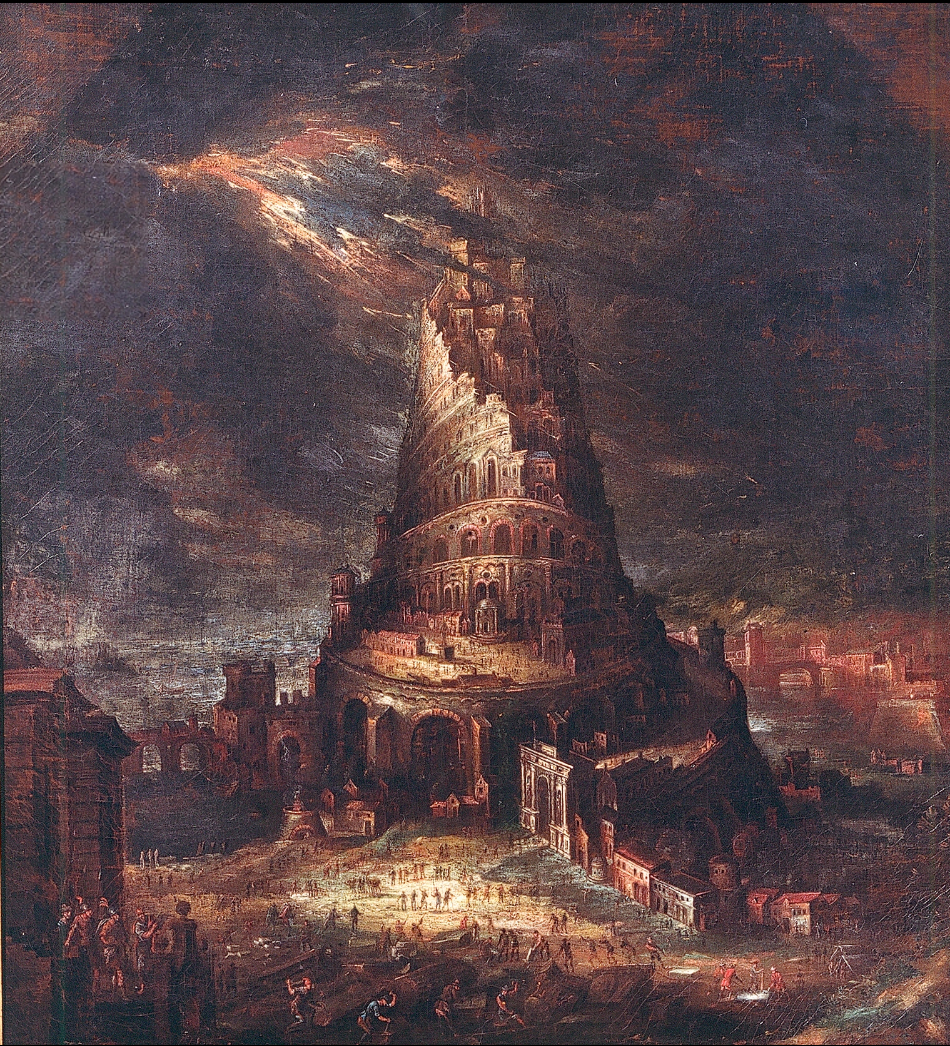
De toren van Babel (Hans Bol)
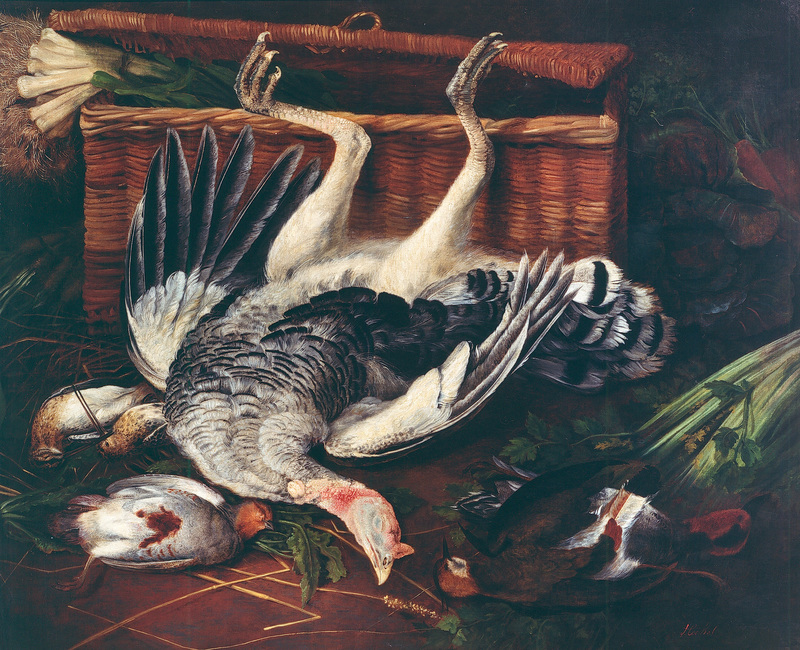
Hoender en groenten (Adriaen van Utrecht)
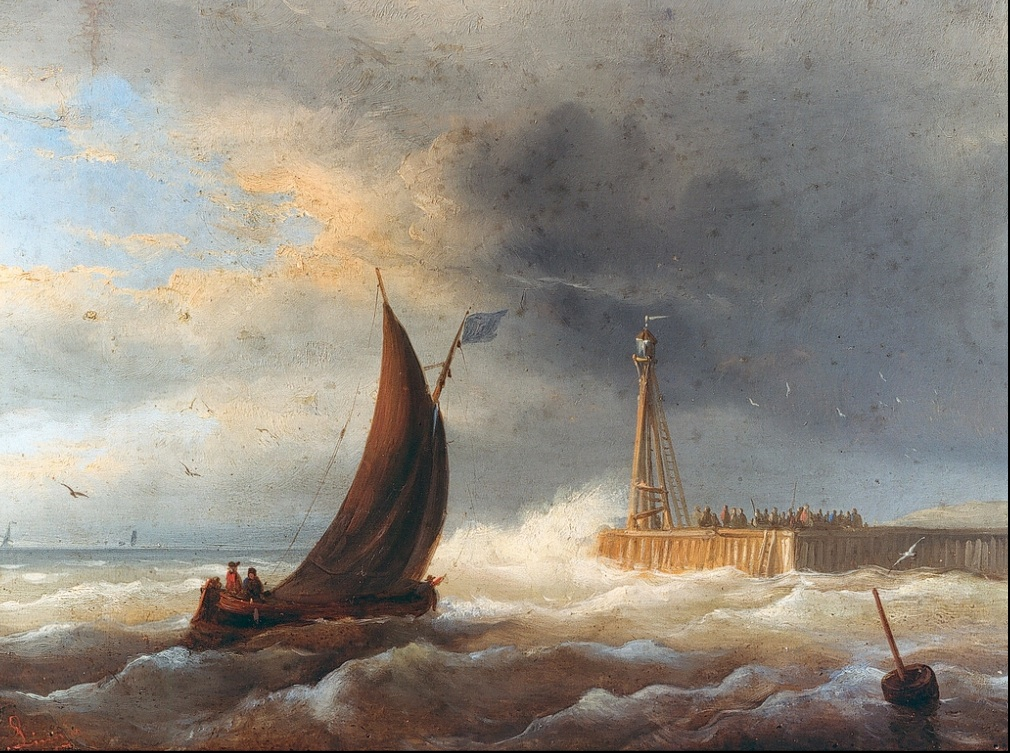
Binnenvaren van de haven (Egide Linnig)
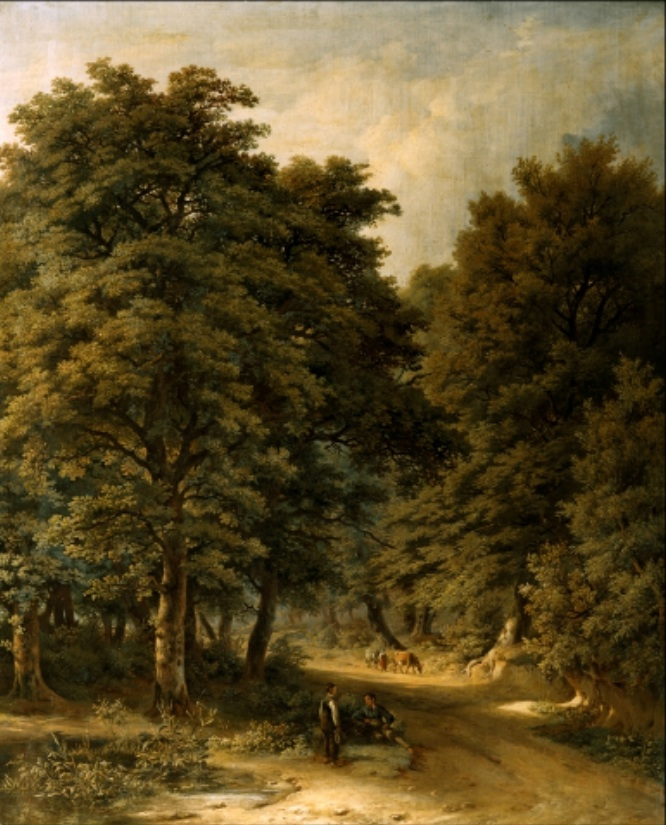
Woud in de omgeving van Brussel (Jan Baptiste de Jonghe)
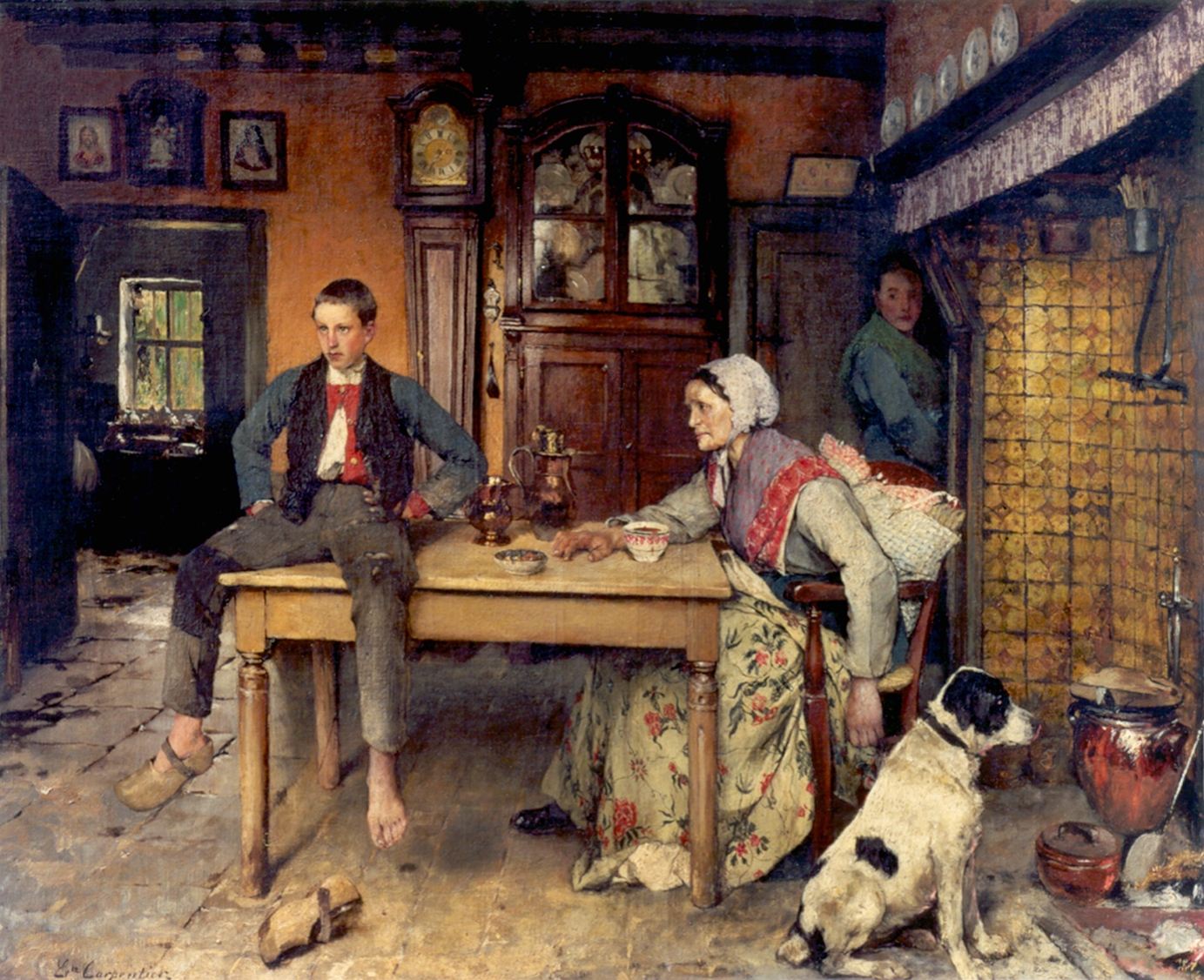
De reprimande (Evariste Carpentier)

Het Broelmuseum organiseerde regelmatig actuele thematentoonstellingen rond kunst en design.

## Tentoonstellingen (selectie)
Enkele voorbije tentoonstellingen waren:
- Fast Affection Bear (13/09/2003 - 16/11/2003)
- Tijdelijk Verblijf (03/07/2004 - 12/09/2004): Nieuwe nomaden in Kunst en Design. Tijdens de zomer van 2004 bezetten kunstenaars en designers tijdelijk het Broelmuseum.
- Emmanuel Vierin (11/11/2004 - 15/01/2005)
- Revolutie in de porseleinkast (11/11/2005 - 31/01/2006)
- Kunstwerkstede De Coene 1888-1977 (15/09/2006 - 07/01/2007): Meesterschap in Art Nouveau, Art Deco en Design. De overzichtstentoonstelling was een verkenningstocht naar de unieke geest van de Kunstwerkstede De Coene, in een nationaal en internationaal kader.
- De Gustibus... (14/02/2007 - 29/04/2007): Een onderzoek naar de manier waarop actuele kunst omgaat met voedse.l De Gustibus had zowel aandacht voor eten als activiteit, als voor voedsel als materie.
- Festival Les Transphotographiques '07 (10/05/2007 - 17/06/2007: een tweejaarlijks grensoverschrijdend initiatief met L’atelier Photo uit Rijsel.
- Sound of Music (11/07/2007 - 30/09/2007): De relatie tussen beeldende kunst en geluid was het uitgangspunt voor curator Hilde Teerlinck.
- Kinganatoly (28/09/2007 - 29/10/2007): Tentoonstelling van sculpturen van het bekende kunstenaarskoppel Anatoly en Kinga Stolnikoff in de tuin van het Broelmuseum.
- Frans Gentils - Het Halewijn Servies (25/10/2007 - 16/12/2007)
- Focus op Abstracte Kunst (22/01/2008 - 05/04/2008)
- Nieuw(bouw)kunst voor AZ Groeninge (15/03/2008 - 30/03/2008)
- Retrospectieve Stimulans / Annette Defoort (27/04/2008 - 01/06/2008): Dertien werken van laureaten van voorbije edities van Stimulans werden opnieuw in het daglicht gezet.
- Stimulans 2008 (27/04/2008 - 01/06/2008): Een selectie van de ingestuurde werken voor de vijftiende editie van de biënnale voor jonge beeldende kunstenaars uit West-Vlaanderen.
- DesignX50 (20/06/2008 - 14/09/2008): Innovatieve producten uit de regio Kortrijk.
- Futurotextiel (09/10/2008 - 07/12/2008)